# Vakhtang Maisuradze
Pas d'image ? Cliquez ici

a Compétitions nationales et continentales officielles uniquement.

b Matchs officiels uniquement.
Dernière mise à jour le 15 avril 2023.
Vakhtang Maisuradze (en géorgien : ვახტანგ მაისურაძე et phonétiquement en français : Vakhtang Maïssouradzé), né le 11 mars 1987, est un joueur international géorgien de rugby à XV évoluant au poste de deuxième ligne. 

## Carrière

### En club
Vakhtang Maisuradze évolue au début de sa carrière en Géorgie, avant de rejoindre le club polonais de Pogoń Siedlce lors de la saison 2008-2009.
Il migre ensuite en France, où il rejoint dans un premier temps le club de Chambéry en Fédérale 1. Il enchaîne ensuite par des saisons avec Saint Nazaire puis La Seyne dans le même championnat.
En 2012, il rejoint le Sporting club albigeois en Pro D2.
Après quatre saison à Albi, il s'engage pour deux saisons avec le RC Vannes, récemment promu en Pro D2.
En 2018, il fait son retour en Fédérale 1 avec le RC Hyères Carqueiranne La Crau. Deux saisons plus tard, il rejoint le SC Graulhet au sein du même championnat.

### En équipe nationale
Vakhtang Maisuradze obtient 25 sélections avec la Géorgie entre 2011 et 2016. 
Il fait partie du groupe géorgien retenu pour disputer la Coupe du monde 2011 en Nouvelle-Zélande. Il joue quatre matchs lors du mondial. 
Avec sa sélection, il remporte le Championnat d'Europe des nations en 2010-2012, 2012-2014 et 2014-2016.